# Хавар
Хавар (араб. جزر حوار‎) — архипелаг в Персидском заливе. Административно относится к Южной мухафазе Бахрейна.
В решении от 16 марта 2001 года Международный суд ООН вынес постановление по существу дела о делимитации морской границы и территориальных вопросах между Катаром и Бахрейном. Он постановил, что государство Бахрейн имеет суверенитет над островами Хавар. Катар имеет суверенитет над островом Джанан.

## География, описание
Центр архипелага находится примерно в 25 километрах к юго-востоку от главного острова Бахрейна, а крайние острова всего в километре от западных берегов Катара, и это привело к тому, что принадлежность 3 из 16 островов оспаривалась этим государством. В связи с некоторой неточностью определения «остров» и «островок» (islet) (оголяемые участки суши во время отлива, песчаные косы, мели, отмели, банки) некоторые источники сообщают о 36 островах, составляющих архипелаг.
Размер архипелага (вместе с межостровной акваторией) составляет примерно 23 на 8 километров, площадь суши — 52 км², крупнейший остров — Хавар, имеющий длину 18 км и ширину 5,2—0,9 км. Острова представляют собой пустыню, практически не имеющую постоянного населения. Единственное заметное сооружение архипелага — гостиница сети Best Western на 140 номеров на западном берегу крупнейшего острова, открытая после крупной модернизации в феврале 2014 года. Также неподалёку расположен гарнизон полиции, так как доступ на этот остров строго ограничен. Питьевая вода на архипелаге в дефиците.
На архипелаге обитает много птиц, особенно можно выделить персидского баклана, относящегося к уязвимым видам. Из млекопитающих на острове обитают белые ориксы и джейраны, в омывающих водах много дюгоней.

## История
В начале XIX века на архипелаге жил бедуинский клан Давасир. Западные путешественники впервые исследовали эти острова в 1820 году. Они были названы Острова Уордена, на архипелаге были зафиксированы две деревни.

С 1997 года архипелаг включён в Рамсарскую конвенцию.

Юридически территориальный спор, длившийся не одно десятилетие, о принадлежности 3 из 16 островов архипелага Бахрейну или Катару был решён в 2001 году. Ранее этот архипелаг выделялся в отдельную мухафазу Бахрейна.

В 1997 году архипелаг получил статус «место Рамсар». В 2004 году правительство Бахрейна пыталось представить архипелаг Хавар как объект Всемирного наследия, но заявка потерпела неудачу.